# Meleagro de Escopas
El Meleagro de Escopas es una escultura de bronce perdido del héroe griego Meleagro —anfitrión de la cacería del Jabalí de Calidón— que se asocia en los tiempos modernos con el arquitecto Escopas de Paros del IV siglo a,C. La escultura no se menciona por ningún escritor clásico. Se considera que fue un trabajo tardío en la carrera del escultor, pero únicamente se conoce a través de una serie de copias que varían en calidad y fidelidad al original, que muestran que fue una de los esculturas famosas de la antigüedad: «la popularidad del Meleagro durante la época romana fue ciertamente grandiosa», señala Brunilde Sismondo Ridgway, que informa del conteo de Andrew F. Stewart de 13 estatuas, 4 torsos, 19 cabezas —que son lo suficientemente similares a las de Ares Ludovisi como para generar confusión— bustos y hermas, una variante con cambio de postura y atributos, y 11 versiones adaptado para un retrato o una deidad. Seis o siete de las copias aceptadas van acompañadas de un perro, 12 visten chlamys, 3, asegurando la identificación del tipo escultórico con Meleagro que van acompañadas de un trofeo con cabeza de jabalí, como en el Meleagro del Vaticano. Ridgeway explica la popularidad de la escultura en parte «por el atractivo que las figuras de caza tenían para los romanos, a través de sus connotaciones heroicas».

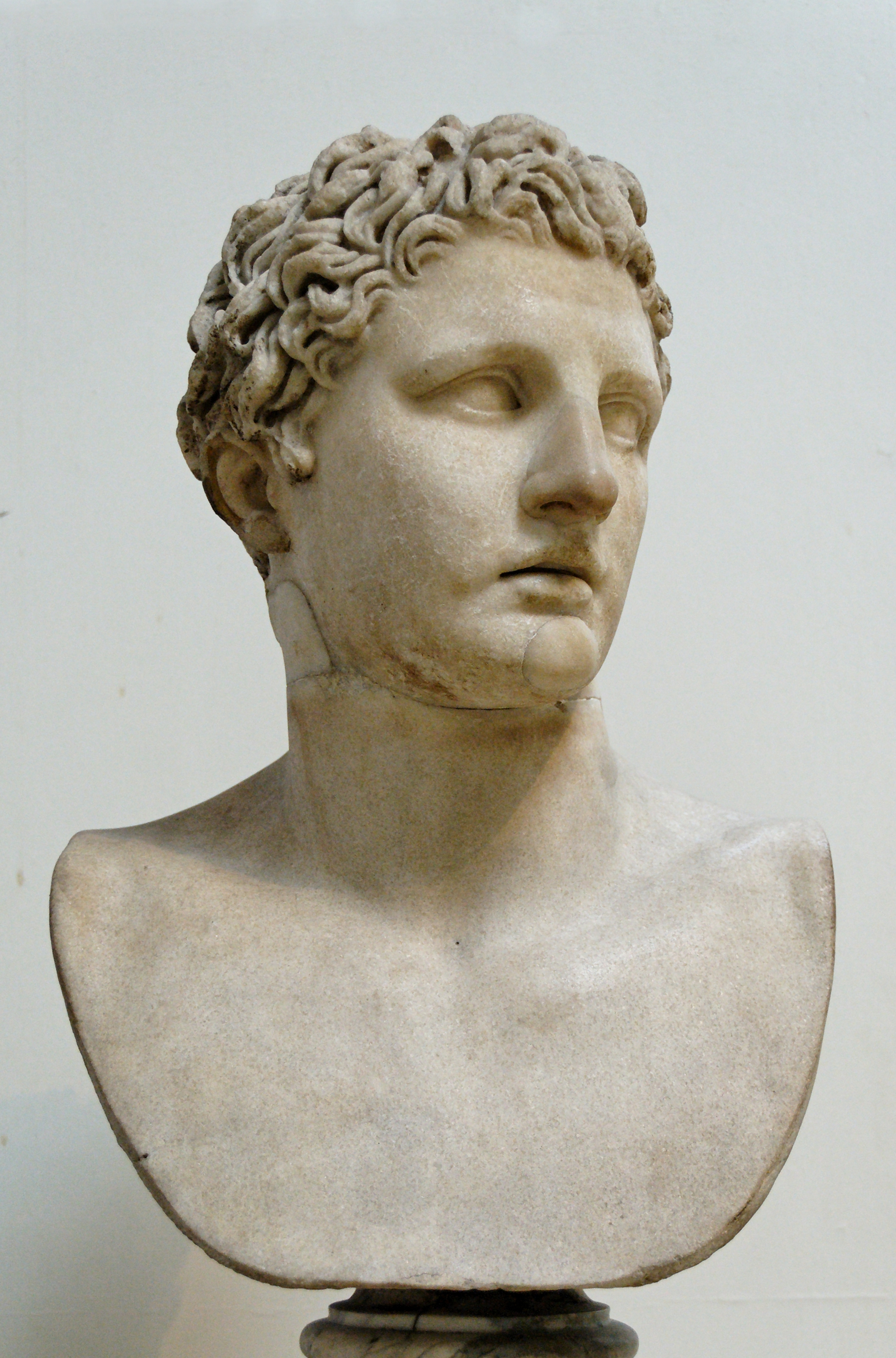
Meleagro, posterior a Escopas (Museo Británico)

Un torso en el Museo de Arte Fogg, Universidad de Harvard, se clasifica entre las copias superiores, si de hecho es un Meleagro. «Hay otros Meleagros de mármol», escribió Cornelius Vermeule en 1967, «uno o dos alcanzan el nivel de la estatua de Fogg, pero la mayoría son documentos de cantería desprovisto de la vida interior inquieta que debe haber sido impartida por el maestro al original». Varias copias inacabadas encontradas en Atenas sugieren que la ciudad era un centro de reproducciones para el mercado romano.
No se sabe si el original de Escopas se llevó a cabo para el héroe en Calydon, donde Meleagro fue venerado y si el original fue llevado como un trofeo cultural por uno de los romanos «de gusto y medios».
El Meleagro de pie de tamaño natural del Palazzo Fusconi-Pighini, a veces identificado, en los siglos XVI y XVII, como un Adonis, que fue víctima de un jabalí en lugar de su amo, fue registrado en 1546 entre los más bellos de Roma. sin excluir las antigüedades del Patio del Belvedere; estuvo en la casa del médico de tres papas, Francesco Fusconi de Norcia, cuyo palacio romano se encontraba enfrentado al Palacio Farnese. La escultura, que estaba grabada en todas las antologías de antigüedades, fue copiada por Pierre Lepautre para Luis XIV de Francia en el Castillo de Marly. El original permaneció con los eventuales herederos de Pighini de Fusconi hasta principios de 1770, cuando fue comprado por el papa Clemente XIV como una de las piezas fundadoras de su nuevo museo en el Vaticano. Se encontraba entre el grupo selecto de esculturas que Napoleón retiró triunfalmente a París, según los términos del Tratado de Tolentino (1797), pero regresó después de la caída de Napoleón. Una variante, descubierta en 1838, se ha conservado en el Antikensammlung Berlín, desde 1844. Otra copia romana de mármol de tamaño original se encuentra en el Instituto de Arte de Chicago.
Ridgeway comenta críticamente sobre la esbeltez de la conexión con Escopas, que se basa en el tema del frontón de la parte este del Templo de Atenea Alea en Tegea, en el que Escopas fue el arquitecto, pero no, como observa Ridgeway, se consideró directamente responsable para las esculturas del frontón en cualquier referencia clásica: «de una composición narrativa pediátrica en Arcadia - relacionada, además, con familias y leyendas locales - a una sola escultura independiente, tal vez en Kalydon —un monumento de la tumba al héroe, según lo sugerido por Stewart?— Es un gran salto de la imaginación».